# Harmogaster transitoria
Harmogaster transitoria är en skalbaggsart som beskrevs av Louis Albert Péringuey 1901. Harmogaster transitoria ingår i släktet Harmogaster och familjen Aphodiidae. Inga underarter finns listade i Catalogue of Life.